# Таунсенд (Массачусетс)
Таунсенд (англ. Townsend) — місто (англ. town) в США, в окрузі Міддлсекс штату Массачусетс. Населення — 9127 осіб (2020).

## Демографія
Згідно з переписом 2010 року, у місті мешкало 8926 осіб у 3240 домогосподарствах у складі 2483 родин. Було 3385 помешкань
Расовий склад населення:
| - 96,6 % — білих - 0,8 % — азіатів - 0,6 % — чорних або афроамериканців - 0,2 % — корінних американців |

До двох чи більше рас належало 1,3 %. Частка іспаномовних становила 1,8 % від усіх жителів.
За віковим діапазоном населення розподілялося таким чином: 24,9 % — особи молодші 18 років, 65,5 % — особи у віці 18—64 років, 9,6 % — особи у віці 65 років та старші. Медіана віку мешканця становила 41,7 року. На 100 осіб жіночої статі у місті припадало 97,8 чоловіків;  на 100 жінок у віці від 18 років та старших — 95,8 чоловіків також старших 18 років.
Середній дохід на одне домашнє господарство  становив 112 099 доларів США (медіана — 84 630), а середній дохід на одну сім'ю — 132 682 долари (медіана — 105 521). Медіана доходів становила 70 563 долари для чоловіків та 45 917 доларів для жінок. За межею бідності перебувало 4,0 % осіб, у тому числі 2,6 % дітей у віці до 18 років та 8,4 % осіб у віці 65 років та старших.
Цивільне працевлаштоване населення становило 5185 осіб. Основні галузі зайнятості: освіта, охорона здоров'я та соціальна допомога — 20,8 %, виробництво — 15,2 %, роздрібна торгівля — 13,3 %, науковці, спеціалісти, менеджери — 12,7 %.